# Ікла (Гяедемеесте)
І́кла (ест. Ikla küla) — село в Естонії, у волості Гяедемеесте повіту Пярнумаа.

## Населення
Чисельність населення на 31 грудня 2011 року становила 149 осіб.

## Географія

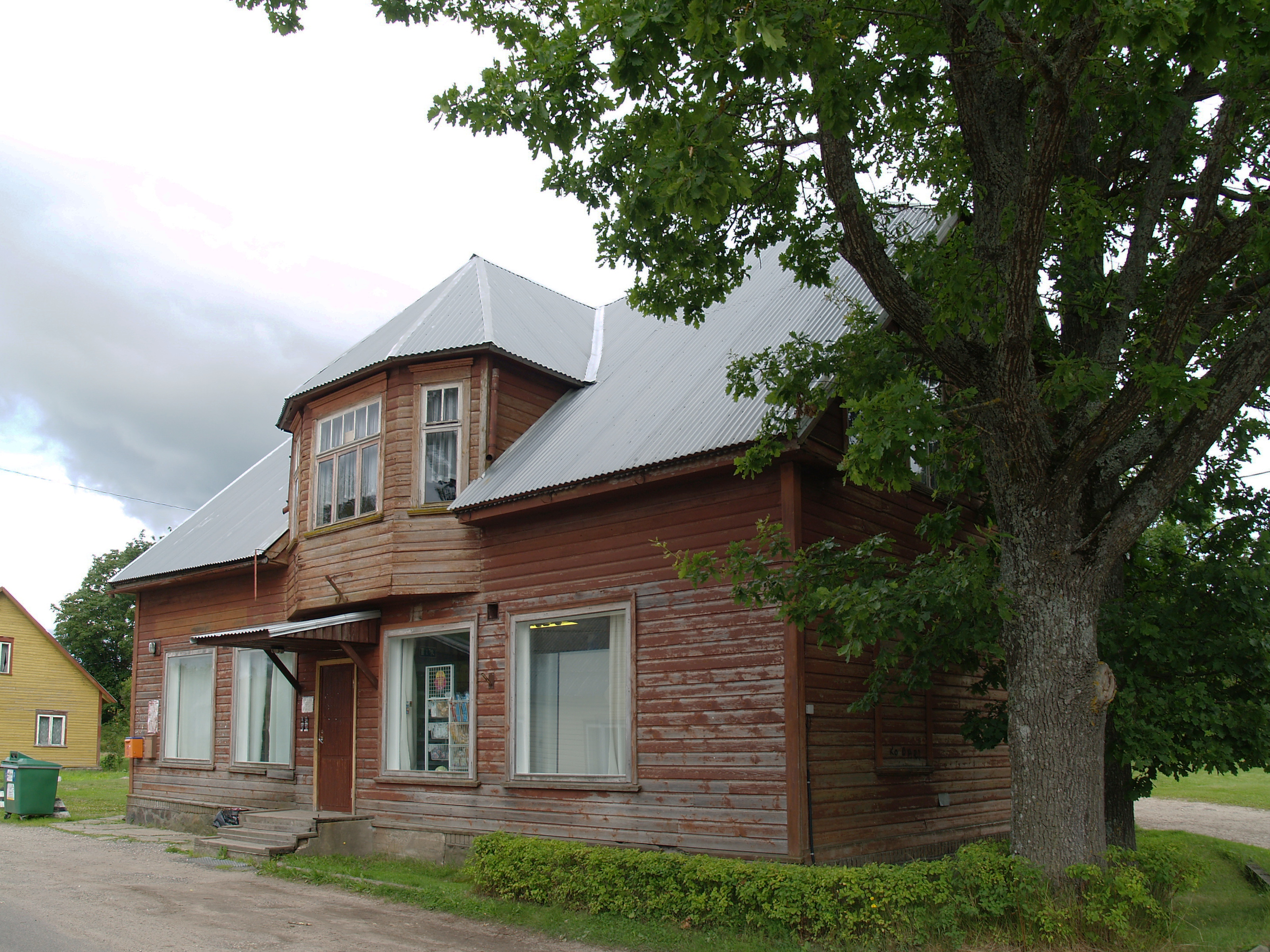

Ікла лежить на березі затоки Пярну. Село розташоване поблизу державного кордону з Латвією і на півдні межує з латвійським містом Айнажі.
Через населений пункт проходить автошлях 331 (Раннаметса — Ікла).